# Bernard Budiansky
Bernard Budiansky (* 8. März 1925 in New York City; † 23. Januar 1999 in Lexington, Massachusetts) war ein US-amerikanischer Ingenieurwissenschaftler.
Budiansky, der Sohn russischer Einwanderer, erhielt 1944 seinen Bachelor-Abschluss als Bauingenieur am City College of New York und arbeitete dann in der Structural Research Division des NACA (National Advisory Committee for Aeronautics), des Vorläufers der NASA in Langley Field, Virginia. 1950 wurde er an der Brown University in Angewandter Mathematik bei William Prager promoviert (Fundamental Theorems and Consequences of the Slip Theory of Plasticity). Von 1952 bis 1955 leitete er die Abteilung Statik (Structural Mechanics) und war danach Professor an der Harvard University (Gordon McKay Professor of Structural Mechanics und Abbot and James Lawrence Professor of Engineering).
Er befasste sich mit theoretischer Mechanik, zum Beispiel Elastizitäts- und Plastizitätstheorie, Bruchmechanik, Biomechanik, Elastizitätstheorie im Flugzeugbau, mechanisches Verhalten von Verbundmaterialien und auch Felsmechanik (Auswirkung von Klüften auf die Ausbreitung seismischer Wellen). Budiansky war langjähriger Berater der NASA.
1982 erhielt er die Von-Karman-Medaille, 1985 die A. C. Eringen Medal und 1989 die Timoshenko Medal. Er war Ehrendoktor der Northwestern University und des Technion. Budiansky war Mitglied der National Academy of Sciences, der American Academy of Arts and Sciences (1958), der National Academy of Engineering und der Königlich Niederländischen Akademie der Wissenschaften.